# Bartłomiej Rusin
Bartłomiej Rusin (ur. 29 listopada 1910 w Wiśniowej, zm. 12 czerwca 1983 w Działdowie) – polski żołnierz, rolnik, nauczyciel i działacz ludowy, poseł na Sejm PRL IV i V kadencji.

## Życiorys
Ukończył szkołę podstawową w Będzienicy, następnie po ukończeniu sześciu klas przerwał z powodów finansowych naukę w gimnazjum w Ropczycach. Pracował w gospodarstwie ciotki, następnie powołany do służby wojskowej. W 1931 zaczął służbę w 16 Pułku Piechoty Ziemi Tarnowskiej, a w marcu 1932 wyznaczono go do szkoły podoficerskiej Korpusu Ochrony Pogranicza w pułku w Głębokiem na Wileńszczyźnie. Po odbyciu służby pozostał podoficerem zawodowym, pracując w kompanii szkolnej dla podoficerów i odbywając szereg kursów. W 1939 wyjechał wraz z jednostką do Żywca, a potem do Węgierskiej Górki. Po wybuchu II wojny światowej został wzięty do niewoli w Zielonej na Lubelszczyźnie, skąd uciekł do Głębokiego. Po odbyciu wiosną 1940 kursu palaczy parowozowych był mechanikiem parowego ogrzewania pociągów osobowych na liniach Grodno-Lwów i Białystok-Mińsk. Od sierpnia 1941 do lipca 1944 był rządcą majątku ziemskiego Ludwinów, po czym został wywieziony przez Niemców do budowania okopów w Ostrołęce, a następnie pracował na roli w majątkach w powiecie mławskim. Po wojnie powrócił w rodzinne strony, pracował krótko na roli u rodziców. Po wyjeździe w lutym 1946 na Warmię i Mazury został instruktorem hodowlanym w szkole rolniczej w Dobrocinie. Organizował również w tamtej okolicy pierwsze ośrodki kształcenia kadr rolniczych. We wrześniu 1947 rozpoczął roczny kurs instruktorsko-nauczycielski w Cieszynie, po którym powrócił do Dobrocina. W 1949 przeniósł się do Karolewa na stanowisko nauczyciela przysposobienia obronnego i opiekuna internatu męskiego. Z początkiem września 1950 został dyrektorem Liceum Rolniczego w Lidzbarku Warmińskim, przemianowanym w 1951 na Technikum Rolniczo-Łąkarskie. Pełnił funkcję do końca stycznia 1957, a z początkiem lutego został dyrektorem Technikum Rolniczego w Gródkach. W tym samym roku po zdaniu egzaminu weryfikacyjnego w Szkole Głównej Gospodarstwa Wiejskiego w Warszawie uzyskał tytuł zawodowy inżyniera. Dyrektorem szkoły w Gródkach był do 1972.
W 1947 został członkiem Stronnictwa Ludowego, z którym w 1949 przystąpił do Zjednoczonego Stronnictwa Ludowego. Pełnił funkcję prezesa Powiatowego Komitetu ZSL w Lidzbarku Warmińskim i w Działdowie. Przez wiele lat był radnym rad narodowych, a także działaczem „Samopomocy Chłopskiej”. W 1965 i 1969 uzyskiwał mandat posła na Sejm PRL w okręgu Iława. W trakcie IV kadencji zasiadał w Komisji Spraw Wewnętrznych, a w V w Komisji Rolnictwa i Przemysłu Spożywczego.
Pochowany w rodzinnej Wiśniowej. Jego imieniem nazwano w 1988 ulicę w Płośnicy.

## Odznaczenia
- Krzyż Kawalerski Orderu Odrodzenia Polski (1970)
- Złoty Krzyż Zasługi
- Srebrny Krzyż Zasługi
- Odznaka 1000-lecia Państwa Polskiego (1966)[1]
- Złota Odznaka honorowa „Zasłużony dla Warmii i Mazur”